# PBR (катер)
PBR (англ. Patrol Boat, River) — речной патрульный катер военно-морских сил США.

## История
Наращивая свое военное присутствие во Вьетнаме, американцы столкнулись с необходимостью вести боевые действия на реках страны, прежде всего — в дельте Меконга. Имеющиеся боевые катера и корабли плохо подходили для этой цели — они были слишком велики и имели слишком большую осадку, поэтому пришлось оперативно разработать небольшой, и недорогой катер, оптимизированный для несения патрульной службы на водных путях Вьетнама. Так появился универсальный патрульный катер PBR.
Было выпущено два варианта катера: PBR Mk I и PBR Mk II. В 1966—1973 гг. построено около 500 патрульных речных катеров PBR из них 160 PBR Mk I, остальные PBR Мк II.
Также эти катера получили: Камбоджа — 25, Таиланд — 37. 28 катеров имелось у Израиля, большинство из которых построено на месте. Только 22 из последних остаются на службе в резерве военно-морских сил США для обучения.

## Основные характеристики
Основные характеристики речных катеров PBR:
- Экипаж — 4 человека
- Водоизмещение — 8,9 т (Mk II)
- Длина — 9,4 м (Mk I) — 9,8 м (Mk II)
- Ширина — 3,2 м (Mk I) — 3,5 м (Mk II)

## Описание
PBR — универсальный патрульный катер со стекловолоконным армированным корпусом и открытым верхом ходового мостика. 
Корпус катера PBR был сделан из стеклопластика, керамической броней закрыты только борта рубки и щиты пулеметов. В основном расчет был на скорость и маневренность катера. PBR достигали максимальной скорости в 25,5 или 28,5 узлов (53 км/ч). Для действий в узких и мелководных внутренних водных путях Вьетнама их осадка не выше 1 м (0,61 — Mk I, 0,8 — Mk II). Малые размеры катера не мешали ему наносить большой урон противнику, топить его суда с боеприпасами и доставлять в тыл группы зелёных беретов.

## Двигатель
Катера оснащались двумя 220 л. с. (164 кВт) двигателями Detroit Disel 6V53N с водометными движителями.

## Вооружение
Патрульные катера PBR были хорошо вооружены. Носовая турель была оснащена спаренными 12,7-мм пулеметами Browning M2HB и ещё такой же пулемет устанавливался в корме. В средней части за бронещитами устанавливались 7,62-мм пулемет M60 и 40-мм гранатомет Mk 18 Mod 0.

## Участие в вооружённых конфликтах

### Война во Вьетнаме
Катера PBR широко применялись США в войне во Вьетнаме. После сокращения участия США во вьетнамской войне 293 катера в версии Mk I были переданы Южному Вьетнаму. Все 293 катера были захвачены Северным Вьетнамом в 1975 году, ещё 40 таких катеров были захвачены коммунистами в Камбодже.

### Ирано-иракская война
Перед войной Иран приобрёл 26 катеров версий Mk II и Mk III.
12 сентября 1980 года патрульный катер PBR Mk III (борт. номер 255) участвовал в первом бою ВМС Ирана, в ходе поиска иракских войск в дельте реки Шатт-эль-Араб иранский катер попал в засаду, в ходе обстрела катера 5 членов экипажа погибло и было ранено. 19 сентября патрульный катер PBR Mk III (борт. номер 265) возле острова Мину попал под иракский огонь, в результате поражения были убиты все 8 иранских моряков, находившихся на борту. Все погибшие оказались офицерами. На следующий день, 20 сентября патрульный катер PBR (борт. номер 14) иранских ВМС был захвачен иракским ракетным катером «Оса», иранская авиация позже безуспешно пыталась отбить отобранный катер.

## Страны-эксплуатанты
- Сухопутные войска Бразилии — н.д.
- Военно-морские силы Израиля — н.д.
- Вооружённые силы Камбоджи — 22
- Национальная воздушная и морская служба — н.д.
- Военно-морские силы США — около 500
- Вооружённые силы Таиланда — н.д.
- Вооружённые силы Швейцарии — н.д.
- Вооружённые силы Центральноафриканской Республики — 9 по состоянию на 2018 год[8]

## Бывшие
- Лаос — Народные вооружённые силы Лаоса — н.д.
- Южный Вьетнам — Вооружённые силы Республики Вьетнам — 293